# Зальний храм

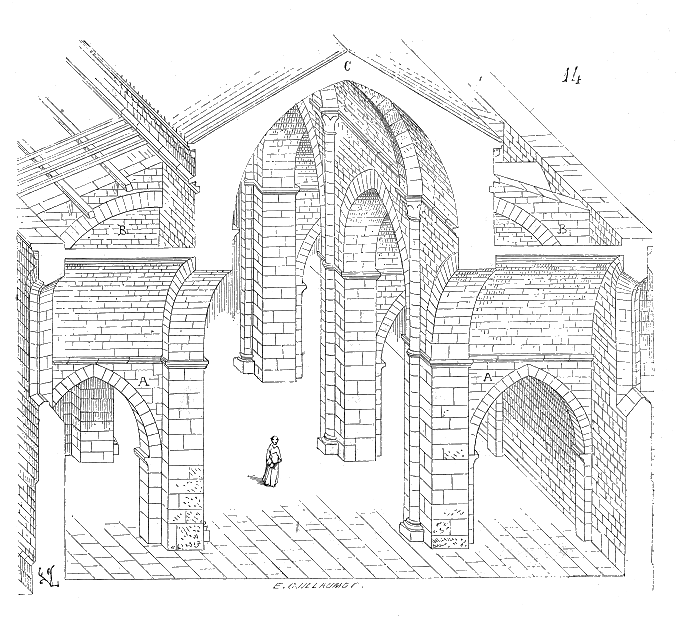
Влаштування трьохнавного романського храму. Середня нава виділена висотою. Псевдобазиліка.

Зальний храм в християнській архітектурі — витягнутий в плані храм з навами рівної висоти, або з трошки більш високою (але без вікон) середьою навою (псевдобазиліка), а також однонавний храм без трансепта (проповідницька церква, церкви жебручих орденів). Характерний для структури прибалтійських лютеранських храмів з баштою-дзвіницею зі шпилем.